# هوارد غوردون
هوارد غوردون (بالإنجليزية: Howard Gordon)‏ (و. 1961 – م) هو مخرج تلفزيوني، وكاتب سيناريو، ومنتج أفلام، ومنتج تلفزيوني، من الولايات المتحدة الأمريكية، ولد في كوينز.

## التعليم
تعلم في جامعة برنستون.

## جوائز
حصل على جوائز منها:
- جائزة إيمي
- جوائز الإيمي برايم تايم.

## وصلات خارجية
- هوارد غوردون على موقع IMDb (الإنجليزية)
- هوارد غوردون على موقع ألو سيني (الفرنسية)
- هوارد غوردون على موقع قاعدة بيانات الفيلم (الإنجليزية)
- هوارد غوردون على موقع كينوبويسك (الروسية)